# Rede de área doméstica
Quando falamos da classificação geográfica que uma Rede de computadores pode se enquadrar, uma rede de área doméstica (em inglês: home area network (HAN) em Rede de computadores é uma rede na casa de um usuário onde todos os notebooks, computadores, smartphones e outros aparelhos inteligentes (como TVs e geladeiras) ou dispositivos digitais estão conectados em uma mesma rede. Isso facilita a comunicação entre os dispositivos digitais em uma residência que estão conectados à rede doméstica, permitindo a comunicação e o compartilhamento de recursos entre os dispositivos inteligentes por meio de uma conexão de rede. A rede doméstica pode ser com ou sem fio, onde a segunda opção é mais frequentemente empregada, devido a facilidade e comodidade.

## Introdução
As redes de computadores e seus benefícios estão adentrando profundamente às casas das pessoas. Cada vez mais famílias estão conectadas à Internet por meio de serviços de acesso de banda larga. Isso requer o uso de um protocolo de Internet para endereçar e permitir que dispositivos domésticos compartilhem recursos entre si.
Uma rede de área doméstica (HAN) é uma rede de computadores que opera dentro de uma casa ou de um pequeno escritório / escritório doméstico (SOHO) e conecta os dispositivos digitais dentro destas. Esses dispositivos podem incluir telefones, fax, televisores, computadores, videogames, impressoras, scanners, sistemas de segurança doméstica e aparelhos inteligentes. Uma HAN facilita a comunicação e a interoperabilidade entre esses dispositivos digitais, permitindo que eles compartilhem recursos e tenham uma conexão comum à Internet, sendo portanto, capaz de aumentar a produtividade pessoal e melhorar a segurança doméstica.
As redes de área domésticas (HAN) surgiram como resultado do crescimento dramático da Internet no final da década de 1990 e sua estrutura básica, IEEE 802.15.4, concebe uma área de comunicação de até 10 metros. 
Uma HAN típica é composta por quatro elementos:
Um gateway que conecta a HAN às redes externas, como a LAN ou WAN; os pontos de acesso; um sistema operacional de rede; e terminais inteligentes, como medidores inteligentes, geladeiras e eletrodomésticos. 
A tecnologia HAN permite conectar e controlar remotamente muitos dispositivos digitais interconectados dentro de casa.

## Exemplo
Pense em uma casa onde computadores, impressoras, smartphones, Smart TVs e outros aparelhos inteligentes estão conectados uns aos outros por meio de uma rede com ou sem fio.
Neste cenário, seria possível por exemplo, que o smartphone do usuário se comunicasse com a a cafeteira, a torradeira e a televisão inteligente quando o despertador tocasse pela manhã. Assim, enquanto o usuário acorda e se prepara em seu quarto, seu café da manhã está sendo preparado na cozinha e a televisão ligada no canal de noticias favorito do usuário, agilizando bastante a rotina matinal do mesmo.
Utilizamos dessas comodidades muitas vezes sem perceber, como no simples ato de reproduzir na televisão um vídeo que estava vendo no celular com apenas um toque. Ou quando você deseja compartilhar uma música com outras pessoas e rapidamente você troca a reprodução no celular para uma caixa de som conectada na mesma rede.

## Meios de Transmissão
As redes de área doméstica podem conectar dispositivos usando tecnologias com ou sem fio. As tecnologias com fio foram as primeiras a aparecer, sendo constituídas de cabos coaxiais, PLC (comunicação via rede elétrica), pares trançados ou tecnologias mais recentes (fibra óptica, etc) como meio de comunicação. 
Já as tecnologias sem fio incluem Wi-Fi, ZigBee e Bluetooth.
Na maioria dos casos, as tecnologias sem fio são preferidas devido à facilidade de instalação, conveniência e confiabilidade, além de ter a vantagem de fornecer controle e monitoramento remotos.

## HAN e as Redes Elétricas Inteligentes

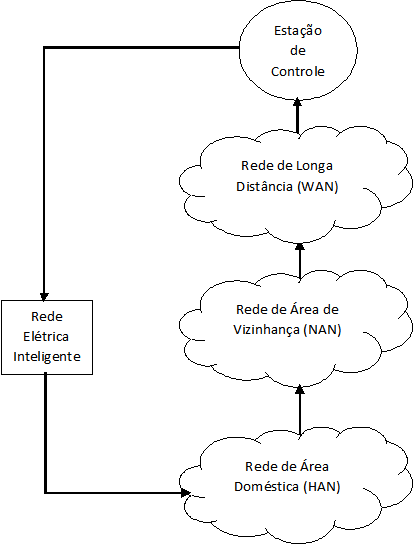
Figura 1: Camadas de uma Rede Elétrica Inteligente.

A rede elétrica inteligente é uma melhoria moderna da rede elétrica tradicional existente, onde muitos sistemas e subsistemas são projetados para fornecer energia elétrica de forma confiável e com bom custo benefício, permitindo uma troca de informações bidirecional em tempo real entre um cliente e uma concessionária por meio da exploração de tecnologias de informação e comunicação (TIC) para a rede elétrica existente.
Uma HAN pode ser considerada um subsistema dentro da rede elétrica inteligente, estendendo os recursos dessa ultima para as residências.
Ele desempenha um papel crítico no controle dos eletrodomésticos, no uso adequado da eletricidade e na redução da emissão de gases. 
A rede elétrica inteligente consiste em várias camadas interconectadas e a HAN é a camada mais baixa, conforme mostrado na Figura 1.
Conforme mostrado na figura, uma rede elétrica inteligente típica consiste em uma rede doméstica (HAN), que é usada para coletar dados de uma variedade de dispositivos dentro da casa, uma rede de área de vizinhança (NAN) para conectar medidores inteligentes a pontos de acesso locais, e uma rede de longa distância (WAN) para conectar a rede ao sistema da concessionária.
Em uma HAN típica, há uma série de eletrodomésticos e um medidor inteligente, que é um dispositivo que permite a comunicações de fluxo de energia bidirecional, como mostrado na Figura 2.  
Os dados coletados da HAN são usados pela concessionária para obter informações sobre o uso de energia da residência.

## Infraestrutura de uma HAN
- É usado um modem, fornecido por uma Operadora de Internet para prover acesso aos dispositivos da rede à Internet. Nas casas, eles vêm em modem DSL ou modem a cabo.

- Um roteador é usado para gerenciar a conexão entre a rede de área doméstica (HAN) e a rede de longa distância (WAN).

- Um ponto de acesso sem fio é usado para conectar dispositivos digitais sem fio à rede.

- Dispositivos inteligentes / Dispositivos digitais são usados para se conectar à rede de área doméstica (HAN).

## Dispositivos conectados em HAN
Aqui estão alguns exemplos de dispositivos que podem se comunicar entre si por meio de uma rede de área doméstica:
- Notebooks e Computadores
- Smartphones
- Impressoras de rede
- Alarmes de Segurança
- Ar condicionado
- Cafeteiras e geladeiras inteligentes
- Smart TVs
- Lâmpadas inteligentes
- Alto-falantes inteligentes
- Sistemas de automação de portões de garagem e portas
- Players de mídia ou dispositivos de streaming etc.

Como pode-se observar as opções são inúmeras e dezenas destes dispositivos interconectados, trocando informações, podem constituir um verdadeira casa inteligente, um conceito que gradualmente está deixando de ser algo futurístico e distante, para se tornar realidade.

## Vantagens da rede de área doméstica (HAN)
1. Acessibilidade - Uma rede de área doméstica oferece uma melhor acessibilidade de conexão com a Internet aos dispositivos conectados a ela.

1. Compartilhamento de recursos - Os recursos dos dispositivos podem ser facilmente compartilhados pela rede. Por exemplo, se você deseja compartilhar um vídeo do seu computador para a televisão inteligente, com o uso de uma HAN, isso seria muito fácil.

1. Segurança - A Rede de área doméstica oferece melhor segurança, pois é habilitada com software de segurança e senhas que permitem com que apenas dispositivos previamente cadastrados pelo usuário possam acessar a rede, protegendo-a de acessos não autorizados.

1. Gestão - Todos os dispositivos / aparelhos conectados à rede doméstica são fáceis de gerenciar e podem ser controlados com pouco esforço do usuário.

1. Manutenção - Uma vez que uma rede doméstica é configurada, ela não requer manutenção frequente e apenas com um pouco de cuidado e monitoramento ela funciona bem.

1. Multiusuário - Rede doméstica permite trabalhar com vários usuários naquela casa sem nenhum problema. Todos os membros podem trabalhar simultaneamente de acordo com seus requisitos.

1. Conforto de Vida - Essa rede conecta todos os dispositivos em uma única rede, e com a adição da tecnologia Internet das coisas (IoT), tudo se torna automático e proporciona um estilo de vida mais confortável ao ser humano.

## Desvantagens da rede de área doméstica (HAN)
1. Caro - A configuração de uma HAN é um pouco cara porque requer dispositivos e aparelhos inteligentes para funcionar na rede. Por exemplo, requer notebooks, Smart TVs, máquinas de lavar inteligentes, smartphones, etc.

1. Conectividade lenta - Se muitos usuários compartilham a mesma rede doméstica, eles podem sofrer de queda na velocidade de conexão com a Internet. Por exemplo, quando alguém está baixando um arquivo de alto volume usando uma grande quantidade da banda da Internet, os outros usuários podem sentir lentidão na velocidade da Internet, que pode ser agravado devido a uma maior quantidade de dispositivos conectados a rede.

1. Alta segurança - Redes HAN requerem alta segurança, caso contrário, se um invasor conseguir acesso indevido a qualquer um dos dispositivo e entrar na rede doméstica, ele pode roubar dados importantes de outros dispositivos também, pois todos eles estão conectados entre si e funcionam como uma rede compartilhada.

## Problemas com a HAN
As principais questões relacionadas à segurança da informação, como confidencialidade, integridade e disponibilidade, aplicáveis às redes comerciais de computadores, também valem para as HANs. 
Uma vez que as HANs podem ser usados para fins privados, comerciais ou oficiais, a segurança e a privacidade são uma grande preocupação, pois podem haver ataques de vírus, fraude de cartão de crédito e roubo de identidade, portanto um algoritmo de criptografia pode e deve ser usado para proteger a transmissão de dados entre a HAN e a concessionária.
Gerenciar uma HAN pode ser problemático para usuários domésticos comuns e não técnicos. Os principais desafios incluem falta de habilidades de rede, complexidade potencial do gerenciamento da rede, heterogeneidade dos dispositivos conectados a essa rede e a natureza altamente dinâmica dos aplicativos de usuário, sendo assim, é muito difícil fornecer uma interface de gerenciamento de HAN adaptada para usuários comuns.
Ter uma interface de dispositivo compatível é um fator importante para se cogitar utilizar a tecnologia HAN. Uma interface padrão é necessária para que aparelhos de diferentes fabricantes possam ser conectados a rede. 
Embora não haja padrões para nenhuma das tecnologias de comunicação e rede, o Instituto Nacional de Padrões e Tecnologia (NIST) tem uma lista de tecnologias que podem ser consideradas.

## Conclusões
As novas tecnologias de TIC estão nos levando a olhar para o lar como um ponto de intersecção da sociologia e da tecnologia, a casa se tornou uma coleção de vários centros - casa como centro de atividades, centro de entretenimento, centro de trabalho, centro de informações, centro de comunicação, centro de aprendizagem e centro comercial. A integração desses centros tornou a casa uma rede de área doméstica ou de área residencial conectada. 
A HAN foi projetada para conectar o sistema de aquecimento, ventilação e ar condicionado e outros aparelhos ao medidor de eletricidade e à rede elétrica local. As HANs são reconhecidas como uma das áreas centrais para a comercialização de redes elétricas inteligentes.
Elas estão ganhando atenção na áreas de pesquisa e nas indústrias devido à crescente demanda dos consumidores.
A automação residencial inteligente permite uma rede inteligente de dispositivos e eletrodomésticos. Os fabricantes de dispositivos estão se esforçando para tornar os componentes de rede doméstica mais eficientes em termos de energia.